# Beinn Dubhchraig
Beinn Dubhchraig (gael. Beinn Dubh-chreig, wym. [peɲ ˈt̪uxɾʲekʲ]) – szczyt w paśmie Tyndrum, w Grampianach Zachodnich. Leży w Szkocji, w hrabstwie Stirling. 